# Lyrica Okano
Pour les articles homonymes, voir Lyrica et Okano.
Lyrica Okano, née le 9 novembre 1994 à New York, est une actrice américaine.

## Biographie
Lyrica Okano est principalement connue pour son rôle de Nico Minoru dans la série télévisée Runaways proposée par la société de vidéo à la demande Hulu. Le couple formé par Nico Minoru et Karolina Dean (Virginia Gardner) est nommé par le mot-valise Deanoru par les fans,.

## Vie privée
Elle est en couple avec Ed Word depuis fin 2019.

## Filmographie
- 2007 : Moca (court métrage) : Mia jeune
- 2009 : The Art of Suicide (court métrage) : Hannya
- 2009 : Ikenhisu: To Kill with One Blow : Little Oshota
- 2014 : Unforgettable (série télévisée) : Didi
- 2014 : The Michael J. Fox Show (série télévisée) : Caroline
- 2015 : The Affair (série télévisée) : Chrissy (2 épisodes)
- 2016 : Once a Cheerleader (court métrage) : Julia
- 2018 : Pimp : Kim
- 2018 : Magnum P.I. (série télévisée) : Amanda Sako
- 2017-2018 : Runaways (série télévisée) : Nico Minoru (en) (23 épisodes)
- 2019 : The Enemy Within (série télévisée) : Ines Nguyen
- 2019 : Blue Bloods (série télévisée) : Margo Chan
- 2019 : Secret Lives of Asians at Night (court métrage) : Ayaka
- 2016 : Remembering Virginia (court métrage)
- 2019 : Story Game : Chika
- 2019 : Jelly (court métrage) : Becca